# Spanakopita

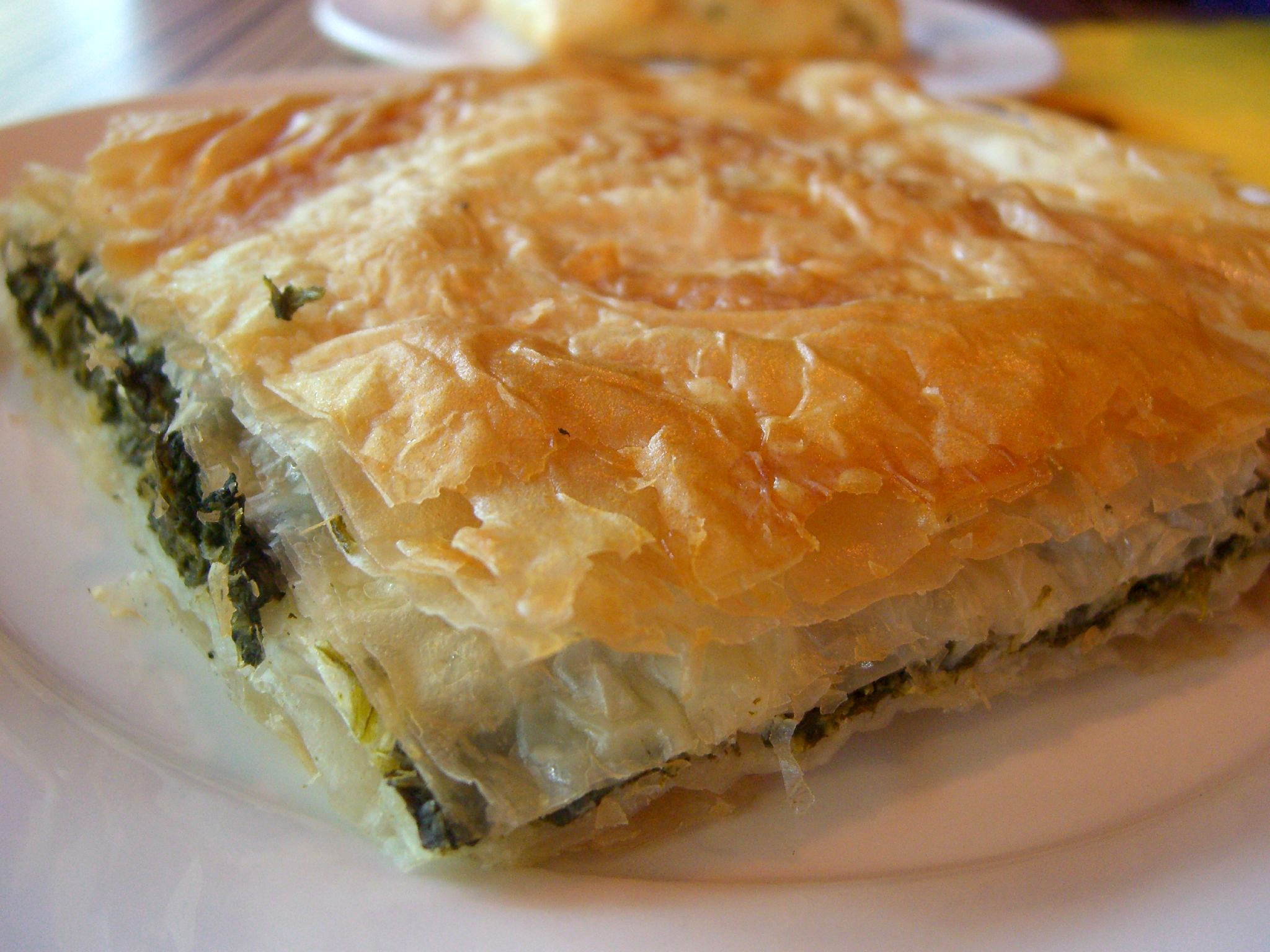
Spanakópita

Spanakópita ou spanacópita é um pastel de massa filo recheado com espinafre, assado no forno, típico da culinária da Grécia.
Numa receita, o recheio é feito com espinafre picado misturado com azeite, cebolinho, queijo feta também picado, ovos batidos, sal e pimenta. A torta é feita num tabuleiro do tipo usado para lasanha e, depois de cozida, cortada em quadrados para servir.  Os pasteis, com um recheio que pode levar mais ou menos condimentos, também podem ser feitos dobrando tiras de massa em triângulo, como se fossem chamuças e assados individualmente. 